# Xu Shilin
Dit is een Chinese naam; de familienaam is Xu.
Xu Shilin (Zhongshan, 10 januari 1998) is een tennisspeelster uit China. Xu begon met tennis toen zij drie jaar oud was. Haar favoriete ondergrond is hardcourt. Zij speelt rechtshandig en heeft een enkelhandige backhand.

## Loopbaan

### Junioren
Xu speelde op de Olympische Jeugdzomerspelen 2014 in Nanjing, waar zij een gouden medaille behaalde, toen zij in de finale won van Wit-Russin Iryna Sjymanovitsj.

### Enkelspel
Xu debuteerde in 2012 op het ITF-toernooi van Williamsburg (VS). Zij stond in 2013 voor het eerst in een finale, op het ITF-toernooi van Hongkong – hier veroverde zij haar eerste titel, door landgenote Zhao Di te verslaan. De week erna, eveneens in Hongkong, veroverde zij haar tweede ITF-titel op Tang Haochen, eveneens Chinese. Tot op heden(maart 2019) won zij vijf ITF-titels, de meest recente in 2018 in Colina (Chili).
In 2014 speelde Xu voor het eerst op een WTA-hoofdtoernooi, op het toernooi van Wuhan, waar zij met een wildcard was toegelaten.

### Dubbelspel
Xu was in het dubbelspel minder actief dan in het enkelspel. Zij debuteerde in 2012 op het ITF-toernooi van Jakarta (Indonesië) samen met de Australische Marisa Gianotti. Een week later, eveneens in Jakarta maar nu met landgenote Wang Yan aan haar zijde, bereikte zij de halve finale. Zij stond in 2013 voor het eerst in een finale, op het ITF-toernooi van Sanya (China), samen met landgenote Sun Ziyue – hier veroverde zij haar eerste titel, door het Chinese duo Yang Zhaoxuan en Zhao Yijing te verslaan. Tot op heden(maart 2019) won zij vijf ITF-titels, de meest recente in 2018 in Cairns (Australië).
Eind 2013 speelde Xu voor het eerst op een WTA-hoofdtoernooi, op het toernooi van Shenzhen, samen met landgenote Sun Ziyue. Zij stond in 2015 voor het eerst in een WTA-finale, op het toernooi van Guangzhou, samen met landgenote You Xiaodi – zij verloren van het koppel Martina Hingis en Sania Mirza.

## Posities op deWTA-ranglijst
Positie per einde seizoen:
| jaar | rang enkelspel | rang dubbelspel |
| ---- | -------------- | --------------- |
| 2013 | 848            | 534             |
| 2014 | 405            | 478             |
| 2015 | 296            | 220             |
| 2016 | 280            | 226             |
| 2017 | 397            | 945             |
| 2018 | 271            | 256             |

## Palmares
| Legenda                 |
| ----------------------- |
| Grandslamtoernooi       |
| Olympische Spelen       |
| Year-End Championships  |
| Premier Mandatory       |
| Premier Five / WTA 1000 |
| Premier / WTA 500       |
| International / WTA 250 |
| Challenger / WTA 125    |

### WTA-finaleplaatsen enkelspel
geen

### WTA-finaleplaatsen vrouwendubbelspel
| nr.              | finale     | toernooi      | ondergrond | partner    | tegenstandsters            | score    |         |
| ---------------- | ---------- | ------------- | ---------- | ---------- | -------------------------- | -------- | ------- |
| gewonnen finales |            |               |            |            |                            |          |         |
| geen             |            |               |            |            |                            |          |         |
| verloren finales |            |               |            |            |                            |          |         |
| 1.               | 2015-09-26 | WTA Guangzhou | hardcourt  | You Xiaodi | Martina Hingis Sania Mirza | 3-6, 1-6 | details |